# La Lisière
La Lisière és una pel·lícula franco-alemanya dirigida per Géraldine Bajard, estrenada el 2010. Va formar part de la secció oficial de la XXXI edició de la Mostra de València.

## Argument
François, un jove metge acabat de graduar, marxa de París per instal·lar-se a Beauval, una ciutat nova, on els pavellons nous s'alineen monòtonament. Amb prou feines arriba, es converteix en l'objectiu d'un grup d'adolescents, encapçalats pel carismàtic Cédric. A la vora del bosc, el grup es dedica a jocs perillosos per alleujar el seu avorriment. Fins que un dels seus jocs de rol va malament...

## Repartiment
- Melvil Poupaud: François
- Audrey Marnay: Jeanne
- Hippolyte Girardot: Sam
- Alice de Jode: Claire
- Phoenix Brossard: Cédric
- Delphine Chuillot: Suzanne
- Aurélie Hougron: Aline
- Erwan Leblond: Eric
- Susanne Wuest: Julie
- Georg Friedrich: Falk
- Pauline Acquart: Hélène
- Elias Borst-Schumann: Mateu
- Blanche Gardin: Clothilde
- Quentin Merabet: Jules
- Filip Peeters: Rasmus Van Stratten
- Charles Crespo: Tibo
- Tom Dercourt: l'alcalde de Beauval
- Pierre Levavasseur: Arno
- Frédéric Moriette: el gendarme
- Elsa Poussier: Marie

## Producció
El pressupost de la pel·lícula s'estima en 1,8 milions d'euros. L'estrena al cinema alemany va ser el 28 d'abril de 2011
Per a Géraldine Bajard és el primer treball de direcció independent per a un llargmetratge. Es va inspirar en pel·lícules com The Wicker Man, The Village of the Damned i Teorema.
Tanmateix, la idea de la pel·lícula va sorgir de la lectura de la novel·la El mariner que va perdre la gràcia del mar de Yukio Mishima. Però també es va inspirar en El senyor de les mosques de William Golding i la cobertura mediàtica.
Excepte Pauline Acquart, va ser el primer contacte amb el negoci cinematogràfic per a tots els joves actors.